# Глобу-Крайовей
Глобу-Крайовей (рум. Globu Craiovei) — село у повіті Караш-Северін в Румунії. Входить до складу комуни Ябланіца.
Село розташоване на відстані 308 км на захід від Бухареста, 45 км на південний схід від Решиці, 117 км на південний схід від Тімішоари, 142 км на північний захід від Крайови.

## Населення
За даними перепису населення 2002 року у селі проживали 845 осіб, з них 843 особи (99,8%) румунів. Рідною мовою 844 особи (99,9%) назвали румунську.